# Only Happy When It Rains
Only Happy When It Rains (englisch für „Nur glücklich, wenn es regnet“) ist ein Lied der US-amerikanischen Rockband Garbage. Der Song erschien am 15. August 1995 auf ihrem Debütalbum Garbage und wurde am 18. September 1995 als zweite Single aus diesem veröffentlicht.

## Inhalt
Only Happy When It Rains handelt von jemandem, der nur glücklich ist, wenn etwas Negatives passiert und wird von Shirley Manson aus der Perspektive des lyrischen Ichs gesungen. Sie sei nur fröhlich, wenn es regne oder kompliziert sei und sehne sich geradezu nach Unglück. Dabei höre sie nur traurige Lieder, freue sich, wenn Dinge schiefgehen und beschwere sich gern über die Situation. Auch Hilfe lehne sie entschieden ab und fühle sich stattdessen in der eigenen Depression wohl. Laut Bandmitglied Butch Vig sei die Aussage des Songs auch selbstironisch zu verstehen und beziehe sich auf die überwiegend negativen Liedinhalte der damaligen Alternative-Rock-Szene.

“I’m only happy when it rains

I’m only happy when it’s complicated

And though I know you can’t appreciate it

I’m only happy when it rains”

## Produktion
Das Lied wurde von den Bandmitgliedern selbst geschrieben und produziert.

## Musikvideo
Bei dem zu Only Happy When It Rains in Los Angeles gedrehten Musikvideo führte Samuel Bayer Regie. Es verzeichnet auf YouTube über 33 Millionen Aufrufe (Stand: September 2024). Zu Beginn sind kurz mehrere Kinder in Tierkostümen auf einem Feld bei regnerischem Wetter zu sehen. Anschließend spielt die Band den Song, wobei Shirley Manson in einer heruntergekommenen Lagerhalle singt, während die männlichen Bandmitglieder in der Halle Musikinstrumente, Videobänder und Schallplatten zerstören. Später ist die Sängerin allein auf einer vermüllten Toilette zu sehen und am Ende singt sie das Lied zwischen den kostümierten Kindern auf dem Feld, wo sie sich schließlich hinkauert und ihr Gesicht in den Armen vergräbt.

## Single

### Covergestaltung
Die Single wurde mit drei verschiedenen Covern veröffentlicht. Das erste Singlecover ist größtenteils türkis gehalten und zeigt mittig ein angedeutetes G. Links oben befinden sich die schwarzen Schriftzüge Only Happy When It Rains und garbage auf rosarotem Grund. Auf dem zweiten Cover stehen die Schriftzüge garbage in Rot und only happy when it rains in Weiß vor blaugrünem Hintergrund. Das dritte Cover ist wiederum türkis und zeigt den weißen Schriftzug only happy when it rains vor einem angedeuteten G.

### Titellisten
Single
1. Only Happy When It Rains – 3:56
2. Girl Don’t Come – 2:32
3. Sleep – 2:10

Maxi
1. Only Happy When It Rains – 3:56
2. Dog New Tricks (The Pal Mix) – 4:01
3. Stupid Girl (Red Snapper Mix) – 7:36
4. Queer (Danny Saber Mix) – 5:39

### Chartplatzierungen
Only Happy When It Rains stieg am 9. März 1996 in die US-amerikanischen Singlecharts ein und erreichte am 4. Mai 1996 mit Rang 55 die beste Platzierung. Insgesamt war es 20 Wochen in den Top 100 vertreten. In den britischen Charts belegte das Lied Position 29 und hielt sich drei Wochen in den Top 100.
| ChartsChartplatzierungen       | Höchstplatzierung | Wochen |
| ------------------------------ | ----------------- | ------ |
| Vereinigte Staaten (Billboard) | 55 (20 Wo.)       | 20     |
| Vereinigtes Königreich (OCC)   | 29 (3 Wo.)        | 3      |